# Сант-Уго (титулярная церковь)
Титулярная церковь Сант-Уго (лат. Titulus Sancti Hugonis) — титулярная церковь была создана Папой Иоанном Павлом II в 1994 году. Титул принадлежит приходской церкви Сант-Уго, расположенной во II зоне Рима Кастель-Джубилео, на виале Лина Кавальери, которая является приходской церковью, учрежденной 28 октября 1985 года.

## Список кардиналов-священников титулярной церкви Сант-Уго
- Эммануил Вамала — (26 ноября 1994 — по настоящее время).